# P. J. Sparxx
P. J. Sparxx (Denver, Colorado; 11 de febrero de 1969) es una ex actriz pornográfica estadounidense.

## Biografía
Nació con el nombre de Laura Brown en Denver (Colorado), en febrero de 1969. En sus inicios trabajó como estríper y modelo erótica. Mantuvo una breve relación sentimental con el productor y fundador de Wicked Pictures, quien la animó a entrar en la industria pornográfica en 1991, haciendo su debut como actriz a los 22 años.
Como actriz, además de Wicked, trabajó para otros estudios como Visual Images, VCA Pictures, Adam & Eve, Caballero, Rosebud, Sin City, Vivid, Legend Video, Evil Angel, Elegant Angel, Fat Dog, Forbidden Films o Pleasure.
En 1994 llegó a los Premios AVN con cuatro nominaciones, si bien no se llevó ningún galardón. Estuvo nominada a Artista femenina del año, a Mejor actriz por Single White Nympho; y por la película Sex 2 a Mejor actriz de reparto y a la Mejor escena de sexo chico/chica.
En 1996 grabó la película No Fear, la única que, además de protagonizar, dirigió.
Sparxx también mantuvo una relación sentimental con su compañera Jill Kelly, con quien llegaría a hacer una gira juntas y a bailar como estríperes en diversos números. Así mismo, las dos grabaron la película Fire and Ice: Caught In The Act, en 1997.
En 1998 ganó el Premio AVN a la Mejor escena de sexo lésbico en grupo, junto a Jeanna Fine y Tricia Devereaux, por Cellar Dwellers 2.
Sparxx, preocupada por el riesgo de contraer alguna ETS, dado los numerosos casos que empezaban a darse, y ante la amenaza que copaba el sida en esos momentos, terminó descartando grabar más escenas heterosexuales con hombres (en las cuáles era casi normal realizar el acto sin protección) y empezó a realizar más escenas lésbicas como alternativa a la penetración. Estas preocupaciones sobre su estado de salud, y la realidad de la industria, que rechazaba por ventas el uso de profilácticos en escena y había actores que se negaban a realizarse pruebas serológicas, como fue el caso de Marc Wallice, le llevaron a retirarse finalmente como actriz pornográfica en 1999, con algo más de 320 películas a sus espaldas. En 2002, fue incluida en el Salón de la fama de AVN.
Algunas películas suyas fueron Anal Encounters 6, Backdoor to Russia, Cover to Cover, Double Load, Elements of Desire, Finger Pleasures 6, Immortal Desire, Masquerade, Starlet, Talk Dirty To Me 8 o Waterbabies.

## Premios y nominaciones
| Año  | Ceremonia   | Resultado | Premio                                | Trabajo                        |
| ---- | ----------- | --------- | ------------------------------------- | ------------------------------ |
| 1994 | Premios AVN | Nominada  | Artista femenina del año              | —                              |
| 1994 | Premios AVN | Nominada  | Mejor actriz                          | Single White Nympho (en vídeo) |
| 1994 | Premios AVN | Nominada  | Mejor actriz de reparto               | Sex 2 (en película)            |
| 1994 | Premios AVN | Nominada  | Mejor escena de sexo chico/chica      | Sex 2 (en película)            |
| 1998 | Premios AVN | Ganadora  | Mejor escena de sexo lésbico en grupo | Cellar Dwellers 2 (en vídeo)   |